# Arrondissement Halle-Vilvoorde
Het arrondissement Halle-Vilvoorde is een van de twee arrondissementen in Vlaams-Brabant. Het ligt bijna volledig rond het Brussels Hoofdstedelijk Gewest. Het arrondissement heeft een oppervlakte van 942,93 km² en telde 673.503 inwoners op 1 januari 2025.
Het arrondissement is enkel een bestuurlijk arrondissement. Gerechtelijk behoren de gemeenten in dit arrondissement tot het gerechtelijk arrondissement Brussel. Voor de federale verkiezingen maken ze deel uit van de kieskring Vlaams-Brabant. Voor de provincieraadsverkiezingen valt dit arrondissement samen met het gelijknamig kiesarrondissement.

## Geschiedenis
Het arrondissement Halle-Vilvoorde is ontstaan in 1963 bij de vastlegging van de taalgrenzen. Op dat ogenblik werd het toenmalige arrondissement Brussel gesplitst in drie arrondissementen :
- het tweetalige arrondissement Brussel-Hoofdstad dat de 19 gemeenten van de Brusselse agglomeratie omvat;
- het Nederlandstalige arrondissement Halle-Vilvoorde;
- het arrondissement Brussel-Randgemeenten dat de 6 faciliteitengemeenten rond Brussel omvatte.

In 1971 werd het arrondissement Brussel-Randgemeenten reeds opgeheven en werden de gemeenten bij Halle-Vilvoorde gevoegd.
In 1977 werd de toenmalige gemeente Muizen opgeheven en afgestaan aan het arrondissement Mechelen (provincie Antwerpen).

## Geografie

### Topografie
Het hoogste punt van het arrondissement ligt te Sint-Genesius-Rode op een hoogte van 142 meter en is tevens het hoogste punt van de provincie Vlaams-Brabant.

## Administratieve indeling

### Structuur
| Halle-Vilvoorde  | Halle-Vilvoorde  | Supranationaal         | Nationaal              | Nationaal                         | Gemeenschap              | Gewest                   | Provincie                | Arrondissement  | Provinciedistrict | Kanton          | Gemeente        | District         |
| ---------------- | ---------------- | ---------------------- | ---------------------- | --------------------------------- | ------------------------ | ------------------------ | ------------------------ | --------------- | ----------------- | --------------- | --------------- | ---------------- |
| Administratief   | Niveau           | Europese Unie          | België                 | België                            | Vlaanderen               | Vlaanderen               | Vlaams-Brabant           | Halle-Vilvoorde | Halle-Vilvoorde   | Halle-Vilvoorde | 35              | -                |
| Administratief   | Bestuur          | Europese Commissie     | Belgische regering     | Belgische regering                | Vlaamse regering         | Vlaamse regering         | Deputatie                | Deputatie       | Deputatie         | Deputatie       | Gemeentebestuur | Districtscollege |
| Administratief   | Raad             | Europees Parlement     | Senaat                 | Kamer van volksvertegenwoordigers | Vlaams Parlement         | Vlaams Parlement         | Provincieraad            | Provincieraad   | Provincieraad     | Provincieraad   | Gemeenteraad    | Districtsraad    |
| Kiesomschrijving | Kiesomschrijving | Nederlands Kiescollege | Nederlands Kiescollege | Kieskring Vlaams-Brabant          | Kieskring Vlaams-Brabant | Kieskring Vlaams-Brabant | Kieskring Vlaams-Brabant | Halle-Vilvoorde | Halle Vilvoorde   | 6               | 35              | -                |
| Verkiezing       | Verkiezing       | Europese               | Federale               | Federale                          | Vlaamse                  | Vlaamse                  | Provincieraads-          | Provincieraads- | Provincieraads-   | Provincieraads- | Gemeenteraads-  | Districtsraads-  |

#### Kantons
Halle-Vilvoorde kent de volgende 7 kieskantons:
- Asse: Affligem, Asse, Dilbeek, Liedekerke, Merchtem, Opwijk, Ternat
- Halle: Beersel, Halle, Pepingen, Sint-Pieters-Leeuw
- Lennik: Bever, Galmaarden, Gooik, Herne, Lennik, Roosdaal
- Meise: Grimbergen, Kapelle-op-den-Bos, Londerzeel, Meise
- Sint-Genesius-Rode: Drogenbos, Kraainem, Linkebeek, Sint-Genesius-Rode, Wemmel en Wezembeek-Oppem
- Vilvoorde: Kampenhout, Machelen, Vilvoorde, Zemst
- Zaventem: Hoeilaart, Overijse, Steenokkerzeel, Zaventem

#### Gemeenten
| - Affligem - Asse - Beersel - Bever (faciliteitengemeente) - Dilbeek - Drogenbos (faciliteitengemeente) - Grimbergen - Halle - Hoeilaart - Kampenhout - Kapelle-op-den-Bos |

| - Kraainem (faciliteitengemeente) - Lennik - Liedekerke - Linkebeek (faciliteitengemeente) - Londerzeel - Machelen - Meise - Merchtem - Opwijk - Overijse - Pajottegem |

| - Pepingen - Roosdaal - Sint-Genesius-Rode (faciliteitengemeente) - Sint-Pieters-Leeuw - Steenokkerzeel - Ternat - Vilvoorde - Wemmel (faciliteitengemeente) - Wezembeek-Oppem (faciliteitengemeente) - Zaventem - Zemst |

#### Deelgemeenten
| - Alsemberg - Asse - Beersel - Beert - Beigem - Bekkerzeel - Bellingen - Berg - Bever - Bogaarden - Borchtlombeek - Buizingen - Buken - Brussegem - Diegem - Dilbeek - Drogenbos - Dworp - Elewijt - Elingen - Eppegem - Essene - Gaasbeek - Galmaarden - Gooik - Grimbergen - Groot-Bijgaarden - Halle - Hamme - Heikruis - Hekelgem - Herfelingen - Herne - Hoeilaart |

| - Hofstade - Huizingen - Humbeek - Itterbeek - Kampenhout - Kapelle-op-den-Bos - Kester - Kobbegem - Kraainem - Leerbeek - Lembeek - Liedekerke - Linkebeek - Londerzeel - Lot - Machelen - Malderen - Mazenzele - Meise - Melsbroek - Merchtem - Mollem - Nederokkerzeel - Nieuwenrode - Nossegem - Oetingen - Onze-Lieve-Vrouw-Lombeek - Opwijk - Oudenaken - Overijse - Pamel - Pepingen - Perk - Peutie |

| - Ramsdonk - Relegem - Ruisbroek - Schepdaal - Sint-Genesius-Rode - Sint-Katherina-Lombeek - Sint-Kwintens-Lennik - Sint-Laureins-Berchem - Sint-Martens-Bodegem - Sint-Martens-Lennik - Sint-Pieters-Kapelle - Sint-Pieters-Leeuw - Sint-Stevens-Woluwe - Sint-Ulriks-Kapelle - Steenhuffel - Steenokkerzeel - Sterrebeek - Strijtem - Strombeek-Bever - Teralfene - Ternat - Tollembeek - Vilvoorde - Vlezenbeek - Vollezele - Wambeek - Weerde - Wemmel - Wezembeek-Oppem - Wolvertem - Zaventem - Zellik - Zemst |

## Demografie

### Evolutie van het inwonersaantal
- Bron:NIS - Opm: 1963= inwoneraantal op 31 december; 1970=volkstelling; vanaf 1980= inwoneraantal per 1 januari

| Inwoners van jaar tot jaar op 1 januari 1992 tot heden | Inwoners van jaar tot jaar op 1 januari 1992 tot heden | Inwoners van jaar tot jaar op 1 januari 1992 tot heden |
| Jaar                                                   | Aantal                                                 | Evolutie: 1992=index 100                               |
| ------------------------------------------------------ | ------------------------------------------------------ | ------------------------------------------------------ |
| 1992                                                   | 541.131                                                | 100,0                                                  |
| 1993                                                   | 543.831                                                | 100,5                                                  |
| 1994                                                   | 546.567                                                | 101,0                                                  |
| 1995                                                   | 549.163                                                | 101,5                                                  |
| 1996                                                   | 550.506                                                | 101,7                                                  |
| 1997                                                   | 552.505                                                | 102,1                                                  |
| 1998                                                   | 554.110                                                | 102,4                                                  |
| 1999                                                   | 556.321                                                | 102,8                                                  |
| 2000                                                   | 558.220                                                | 103,2                                                  |
| 2001                                                   | 560.138                                                | 103,5                                                  |
| 2002                                                   | 563.370                                                | 104,1                                                  |
| 2003                                                   | 565.759                                                | 104,6                                                  |
| 2004                                                   | 568.791                                                | 105,1                                                  |
| 2005                                                   | 572.697                                                | 105,8                                                  |
| 2006                                                   | 576.008                                                | 106,4                                                  |
| 2007                                                   | 580.407                                                | 107,3                                                  |
| 2008                                                   | 584.385                                                | 108,0                                                  |
| 2009                                                   | 588.743                                                | 108,8                                                  |
| 2010                                                   | 593.455                                                | 109,7                                                  |
| 2011                                                   | 598.944                                                | 110,7                                                  |
| 2012                                                   | 604.097                                                | 111,6                                                  |
| 2013                                                   | 608.736                                                | 112,5                                                  |
| 2014                                                   | 612.613                                                | 113,2                                                  |
| 2015                                                   | 617.330                                                | 114,1                                                  |
| 2016                                                   | 622.234                                                | 115,0                                                  |
| 2017                                                   | 627.247                                                | 115,9                                                  |
| 2018                                                   | 632.134                                                | 116,8                                                  |
| 2019                                                   | 637.441                                                | 117,8                                                  |
| 2020                                                   | 643.766                                                | 119,0                                                  |
| 2021                                                   | 649.086                                                | 119,9                                                  |
| 2022                                                   | 655.700                                                | 121,2                                                  |
| 2023                                                   | 664.201                                                | 122,7                                                  |
| 2024                                                   | 669.330                                                | 123,7                                                  |
| 2025                                                   | 673.503                                                | 124,5                                                  |

## Cultuur

### Media
In Halle-Vilvoorde is de lokale televisiezender Ring-tv actief en enkele lokale radiozenders.

## Economie

### Sociaal overleg
Op arrondissementsniveau zijn er twee overlegorganen tussen werkgevers- en werknemersorganisaties: de Sociaal-Economische Raad van de Regio (SERR) en het Regionaal Economisch Sociaal Overlegcomité (RESOC). De SERR Halle-Vilvoorde is bipartiet samengesteld en de RESOC Halle-Vilvoorde tripartiet, dit wil zeggen dat er ook vertegenwoordigers van de gemeenten en provincies aan deelnemen. Het bevoegdheidsgebied van de RESOC Halle-Vilvoorde en de SERR Halle-Vilvoorde komt overeen met de oppervlakte van het arrondissement. Beide overlegorganen komen op regelmatige basis samen.
RESOC Halle-Vilvoorde heeft onder meer de bevoegdheid om het streekpact op te stellen, dit is een strategische visie op de sociaal-economische ontwikkeling van de streek met een duur van zes jaar. Daarnaast kunnen steden, gemeenten en de Vlaamse Regering het orgaan om advies vragen over sociaal-economische kwesties. De twee voornaamste beleidsterreinen van het RESOC zijn economie en werkgelegenheid. RESOC Halle-Vilvoorde is samengesteld uit 8 vertegenwoordigers van de lokale werknemersorganisaties (ABVV, ACV en ACLVB), 8 vertegenwoordigers van de werkgeversorganisaties (Voka, UniZO, Boerenbond en Verso) en ten slotte 4 vertegenwoordigers van de gemeenten en 4 voor de provincie. Daarnaast kan RESOC Halle-Vilvoorde autonoom beslissen om bijkomende organisaties of personen uit te nodigen. Voorzitter van RESOC Halle-Vilvoorde is Bart Bronders
SERR Halle-Vilvoorde heeft als belangrijkste taak de verschillende overheden te adviseren over hun werkgelegenheidsinitiatieven voor de eigen streek. Daarnaast houdt de raad in de gaten hoe de werkgelegenheid zich ontwikkelt in de regio, met specifieke aandacht voor kansarme groepen.
Beide overlegorganen worden overkoepeld door het Erkend Regionaal Samenwerkingsverband (ERSV), een juridische hulpstructuur op provinciaal niveau, die verantwoordelijk is voor het personeels- en financiële beheer van de verschillende SERR's en RESOC's binnen de provincie Vlaams-Brabant.
- Gemiddeld inkomen per inwoner: 20.614 € (2016)
- Gemiddeld inkomen per aangifte: 37.963 € (2016)
- Tewerkstelling: 198.108(30-6-2002)
- Zelfstandigen: 34.092(31-6-2002)
- Loontrekkende tewerkstelling:(30-6-2002)
  - Primair: 1108
  - Secundair: 34.144
  - Tertiair: 122.861
  - Quartair: 39.995
  - Totaal: 198.108
- Inrichtingen: 12.699(30-6-2002)
- Werkloosheidsgraad: 5,47%(31-12-2006)
- Grootste ondernemingen:
  - ISS - (Vilvoorde)
  - Aviapartner - (Zaventem)
  - DHL Aviation - (Zaventem)
  - Siemens - (Huizingen)
  - Colruyt - (Halle)

Aalst · Aarlen · Aat · Antwerpen · Bastenaken · Bergen · Borgworm · Brugge · Brussel-Hoofdstad · Charleroi · Dendermonde · Diksmuide · Dinant · Doornik-Moeskroen · Eeklo · Gent · Halle-Vilvoorde · Hasselt · Hoei · Ieper · Kortrijk · La Louvière · Leuven · Luik · Maaseik · Marche-en-Famenne · Mechelen · Namen · Neufchâteau · Nijvel · Oostende · Oudenaarde · Philippeville · Roeselare · Sint-Niklaas · Thuin · Tielt · Tongeren · Turnhout · Verviers · Veurne · Virton · Zinnik